# 海鹿島海斗
海鹿島海斗（あしかじまかいと）は、千葉県で活躍するラジオプロデューサー、パーソナリティー及びイベント司会者。旧芸名は波頭海人（はとうかいと）、DJseek

## 来歴
- 1978年 千葉県銚子市、犬吠埼の近くに生まれる。
- 1996年 ミニFM局銚子ビーチステーション（現在は閉局）にてDJseekという芸名で活動開始。

デビュー番組「DJseekのChoice」（現在は、海鹿島海斗のChoiceと名乗っている）
- 2000年 銚子ビーチステーションを退局、自分のみの番組制作でミニFM数局に番組提供。
- 2002年 波頭海人と名乗りインターネットラジオ番組の製作を開始。
- 2004年 インディーズミュージシャン主催のイベントの司会業などに進出。
- 2006年 音楽イベント（生放送収録も兼ねる）の主催に乗りだす、イベント業にも手を伸ばし、テレビ出演もこなす。
- 2010年 一切のネットラジオ番組番組制作の撤退を発表したが、半年の休養後、現在の海鹿島海斗の芸名を名乗り
- 同年　　インターネットラジオに再度復帰。また、「Media Revoluiton Returns」にてUstream進出。

- 2013年 「海鹿島海斗Xtacy」にてニコニコ生放送に進出。
- 2016年  FMうらやす「海鹿島海斗のTrifling」にてコミュニティFMに進出。
- 同年　　「海鹿島海斗のChoice」放送開始２０周年記念放送をFMうらやすで行う。
- 2018年 「銚子スポーツTV」を担当。この番組放送中は銚子市のイベントなどに積極的に参加していた。
- 2019年 「かいとかいとチャンネル」にて本格的にYouTubeに進出。

## 人物
音楽好きであるため、多くの音楽番組を製作し、アマチュア放送局に提供し続けている。また、海鹿島海斗自身もサイトを立ち上げて、番組を配信している。なお、自分のサイトで配信する番組ではトークの時間尺が音楽の時間尺以上の配分がなされている。
海鹿島海斗のトークが多めである番組において、丁寧語でトークすることが多いが、「甲高い声とおちょくるような毒舌」、「似てはいないが悪意的な特徴を捉えた物まね」、「声を変えてふざけた単語を叫ぶ」など、基本的に人を小ばかにしたトークを展開することが多い。但し、きつく言い過ぎた後は必ずといっていいほどフォローをする。
音楽番組をやりたいといっている割には、経済や政治等の社会問題を取り上げることも多く、実際には何をやりたいのか不明なときも多い（なお、社会問題を発言する場合、右派的な発言をすることが多い）。
最近、体調不良とされるため、長い期間ラジオができない状態が続く。また、放送されても以前のような明瞭なトークは影を潜めているとも言われている。

### 放送を始めた理由
海鹿島海斗は自分のことを「放送の才能もなければ、基礎もない」と称することが多い。基礎がないという根拠として、ミニFM局『銚子ビーチステーション』に入るまで、放送部などの活動もしたことがない事をよく例に挙げる。
しかし、そんな縁もない放送というものを始めたきっかけは、大学受験で心理的に疲れていたころに、友人であるDJしんいちが始めたミニFM局『銚子ビーチステーション』を聞いて、感銘を受けたためである。元々好奇心が旺盛で、音楽好きである海鹿島海斗は、DJしんいちに頼み込み、局員として参加することとなる。
最初に収録したときは「こんなに楽しいものなのか」と感動したのだが、その後放送された音声を聞き、その声の気持ち悪さと、硬いしゃべり口（今思えば緊張していたから当たり前と海鹿島海斗は後に語る）、何よりも噛み噛みでしゃべる自分を許せなかったらしく「もう2度とやりたくない」と考えたようである。
しかし、DJしんいちのお世辞により何とか次回収録にこぎつけ、本来の持ち味である毒舌と自由なしゃべりを徐々に放送で出せるようになり、海鹿島海斗自身も番組作りへのこだわりを持つようになり、10年以上アマチュア放送にかかわることとなる。

### インディーズ音楽との関わり
元々ミニFM局で番組を担当していたため、ミニFM局時代の番組は全てJASRACに登録してある曲であった。
海鹿島海斗の持論に、「自分がやりたい音楽番組は、自分の気分に合わせて、その気分を表現するに最高なものを、世界中の曲の中から選ぶ。それにリスナーが反応して、リクエストして、そのリクエストの中から、それを番組のその日の色を壊さないようにかける。」というもので、インターネットラジオでJASRACの曲をかけられない事は、その選択肢を狭める意味で、海鹿島海斗は未だにJASRACに憎悪を抱いているとされている（現にそれを理由にミニFMの番組を制作していた時代にインターネットラジオに興味があったものの6年間やっていない）。
ミニFMの番組制作を楽しんでいたものの、自分に限界を感じ、一度ミニFMから足を洗おうと考えた時期に、やめるのであれば、敢えてインターネットラジオを始めてみようと考える。インターネットラジオをやるに当たり、多くのインターネットラジオ局の音楽番組で取り入れられていたインディーズ音楽に目を向ける。
実際に海鹿島海斗は、番組で曲をかけるだけでなく、気に入ったアーティストのライブに足を運んだり、番組でゲスト出演とさせたりと、奥深く掘り下げて紹介することが多く、そのためか司会などの仕事も多く舞い込む。なお、ドラえもんNightというイベントの司会の際「自分がドラえもんのような体型だからではない」と毎年喋っている。

### クリフバートンファン
メタリカの元ベーシスト、クリフ・バートンを敬愛する。なお、旧芸名である波頭海人という名前の波頭（はとう）はバートンにちなんでつけられたとされる。

### 浜田麻里ファン
たまに浜田麻里の昔話をする傾向があり、熱狂的ファンだと思われる発言が多い。ただし、1989年にファンをやめていることを語っている。ファンをやめた理由は浜田麻里の音楽性変更によるものと語るが、実際にいまだに浜田麻里の話をすることが多く、真偽は不明である。
また、海鹿島海斗の5歳の誕生日が浜田麻里のデビュー日だという話をよく用いる。